# آلفردو کازلا

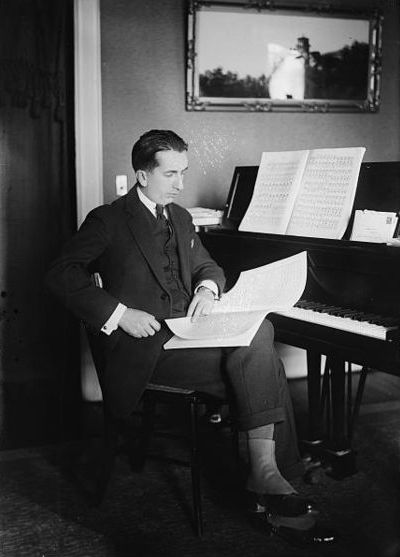
آلفردو کازلا

آلفردو کازلا (کازه لا) (به ایتالیایی: Alfredo Casella) آهنگساز ایتالیایی در ۲۵ ژوئن ۱۸۸۳ درتورین به دنیا آمد و در ۵ مارس ۱۹۴۷ در رم درگذشت.

## برخی از آثار
- سه سمفونی
- سونات برای هارپ
- کنسرتو برای ارکستر
- پارتیتا برای پیانو و ارکستر
- کنسرتو برای ویلنسل و ارکستر
- «ایتالیا» راپسودی برای ارکستر
- بارکارول و اسکرزو برای فلوت و پیانو

## شنیدن آثار
- youtube